# Bröderna Wickströms Motorfabrik
Bröderna Wickströms Motorfabrik Ab, var en finländsk motortillverkare i Vasa, verksam åren 1906–1980.
John Wickström grundade tillsammans med sin bror Jakob 1906 en fabrik för tillverkning av båtmotorer vid Metvikens strand på Brändö i Vasa. Den var då den andra motortillverkaren i Finland efter John Stenbergs Maskinfabrik Ab i Helsingfors. Motorerna tillverkades för tröskverk och andra lantbruksmaskiner samt för fiskebåtar.
Fabriken flyttades 1910 till Vasklot, där det också anlades ett gjuteri. Samtidigt omorganiserades företaget till aktiebolag. Omkring 1950 hade företaget uppemot 200 anställda och tillverkade då också dieselmotorer. 
Företaget lades ned 1980.